# سه (فیلم هنگ کنگی ۲۰۱۶)
سه (به انگلیسی: Three) یک فیلم اکشن، جنایی و دلهره‌آور هنگ کنگی-چینی محصول سال ۲۰۱۶ به تهیه کنندگی و کارگردانی جانی تو با بازی جائو وی، لوئیس کو و والاس چونگ است. این فیلم در ۲۴ ژوئن ۲۰۱۶ در چین و ۳۰ ژوئن ۲۰۱۶ در هنگ کنگ اکران شد.

## داستان
یک خلافکار حین محاصره خودش را زخمی می‌کند تا پلیس مجبور شود او را به بیمارستان برساند. زمانی که به بیمارستان می‌رسند او حاضر به درمان شدن نمی‌شود و سعی می‌کند مقداری زمان بخرد تا گروهش راهی برای فراری دادن او پیدا کنند.

## تولید
تولید در مارس ۲۰۱۵ در گوانگ‌ژو آغاز شد. در ۲۴ جولای همان سال به پایان رسید. این فیلم عمدتاً در بیمارستانی که توسط تیم سازنده ساخته شده بود فیلمبرداری شد.

## بازخوردها
در وب‌سایت جمع‌آوری نقد راتن تومیتوز، این فیلم بر اساس ۲۳ نقد، ۹۱٪ امتیاز دارد. در متاکریتیک بر اساس ۱۰ منتقد، امتیاز ۷۱ از ۱۰۰ را گزارش می‌دهد که نشان دهنده «بررسی‌های عموماً مطلوب» است.